# Etióp Makkabeusok könyvei
Az Etióp Makkabeusok könyvei vagy Mäqabiyan (ge'ez nyelven መቃብያን) 3 darab ószövetségi apokrif irat.
Az etióp Makkabeusok három könyve – mely nem azonos a nyugati és a görögkeleti kereszténységben ismert Makkabeusok könyvének egyikével sem – az etióp kereszténység által használt ószövetségi bibliai kánon része. Tulajdonképpen két könyvnek tekintik, mivel a 2. és 3. könyvet egy könyv részeinek tartják.
A Nyugaton ismert Makkabeusoktól eltérően az etióp verzió nem tartalmazza a zsidó eredetű Hasmoneus dinasztia alatt élő Júdának és testvéreinek, illetve az asszonynak és hét fiának a történeteit, hanem teljesen más eseteket vázolnak fel. Ez arra utal, hogy a Makkabeus név alatt számos könyv terjedt a két testamentum közötti időszakban, amelyek részben a nyugati, részben pedig a keleti ortodoxia egyházaiban maradtak fenn.

## A három könyv tartalma
- Etióp Makkabeusok első könyve: 36 fejezetből áll, és leírás így kezdődik: "A moabiták és a médek idejében". Ez a könyv az igaz Mekabisról és fiairól szól, aki minden üldözés ellenére a haláláig hű maradt Istenhez. A történet Média királyának, a gonosz bálványimádó Tszirutszajdannak az idejében játszódik. Ez a név valójában egy gúnynév és a szeleukida IV. Antiokhosz Epipháneszt jelöli, aki gyakran Tíruszban székelt és olyan pénzérméket bocsátott ki, amelyeken az arcképe alá a Tirusz és Szidon (a kánaáni dialektusban Tszur u Tszajdan) nevek voltak verve. A Benjámin törzséből származó Mekabis (Makkabeus) az egy igaz Istent szolgálta és az iránta való engedelmességet prédikálta a népnek. Mekabisz és öt fiát ('Abja, Szeela, Fentos és két másik meg nem nevezett), valamint több más Istenfélő embert Tszirutszajdan tűz általi halálra ítélt. A 15. fejezet említést tesz a történelmi Makkabeusokról, amikor kitér arra, hogy Júda, Mekabis (Simon Makkabeus) és Mebjkjas (Jonatán Makkabeus) egy sikeres felkelést vezetnek az Izraelt elnyomó gonosz Akrandisz, Midián királya ellen. Mebikjas beférkőzik Akrandisz táborába és fejét veszi a királynak, amikor az éppen étkezik és még szájában volt az étel. Júda és Meqabis ekkor rátör a táborra és legyőzik a midiániták seregét.[1]
- Etióp Makkabeusok második könyve: 21 fejezetet foglal magában. Ez Moáb királyának, a Hasmoneus dinasztiából való (így zsidó) Mekabisnak korábbi történetét vázolja, aki annak tudatában, hogy Szíró-Mezopotámiában (Babilonban) sok zsidó él, az irántuk való gyűlöletből megtámadta Izraelt. A későbbiekben azonban megtért és a törvény hirdetője lett Izraelben. Halála után Tszirutszajdan bálványimádatba sodorta a népet és megölette Mekabis fiait.[1]
- Etióp Makkabeusok harmadik könyve: mindössze 10 fejezetből áll. Nyitó sora: "És Egyiptom szigetei eltelnek örömmel". Tartalma változatos, és az üdvösség és büntetés kérdéseit vázolja fel az olyan emberek életében, mint Ádám, Jób és Dávid, más biblia személyek mellett.[1]